# Sempervivum
Sempervivum is een geslacht van succulenten uit de vetplantenfamilie (Crassulaceae). In Nederland ook bekend als huislook, donderblad en donderbaard.

## Herkomst van de naam

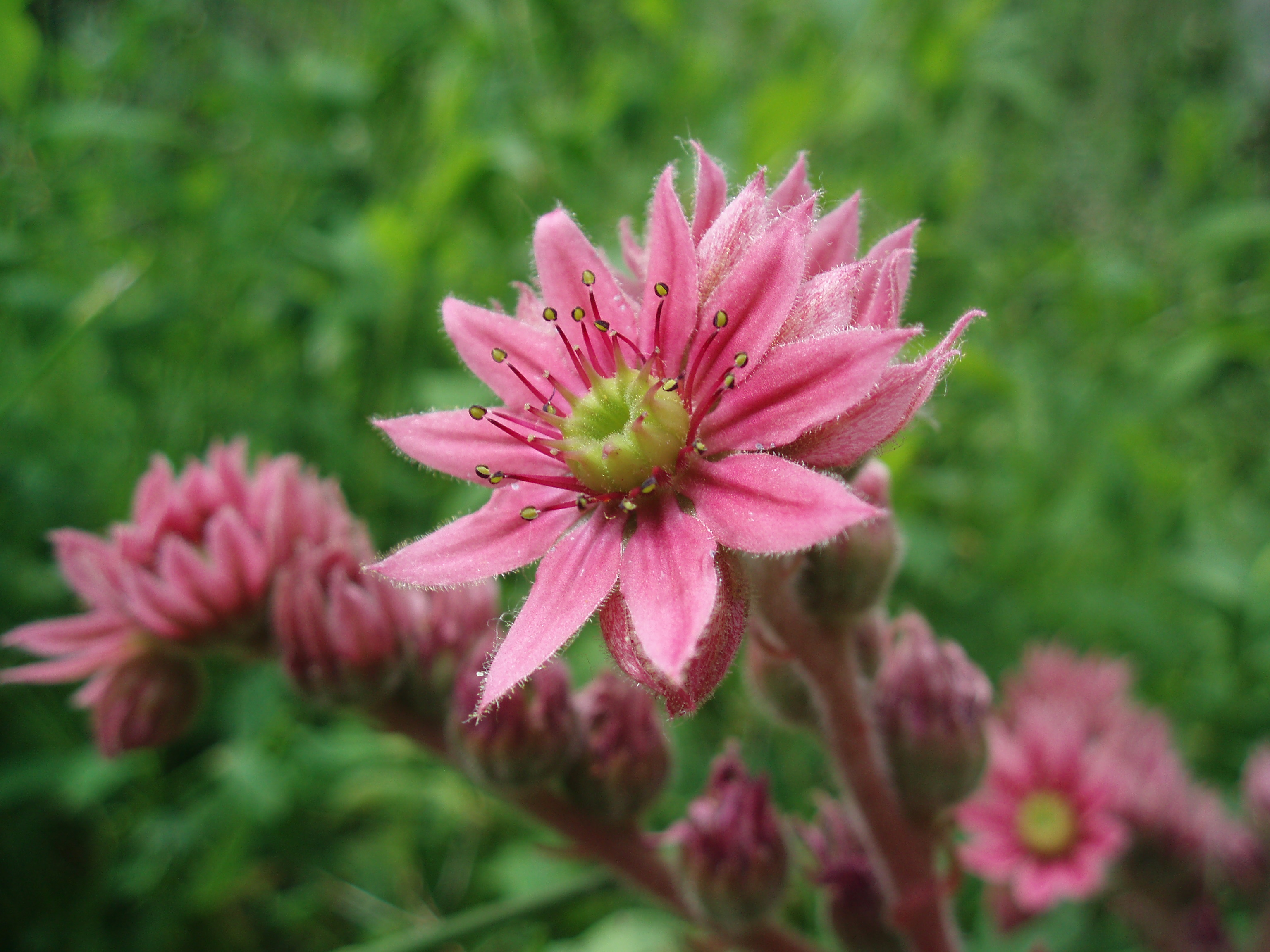
Bloem

De Nederlandse naam 'huislook' verwijst ook naar dit gebruik.welk? De naam Sempervivum stamt van de Latijnse woorden 'semper' ('altijd') en 'vivus' ('levend').
Donderblad dat op een dak groeit beschermt tegen de god Donar die donder en bliksem wil doen inslaan.

## Kenmerken
De planten groeien met bladrozetten. Net als andere leden van de vetplantenfamilie slaan ze water op in hun bladeren, zodat ze kunnen groeien op een rotsachtige bodem of op dakpannen.

## Enkele soorten
Enkele soorten in dit geslacht zijn:

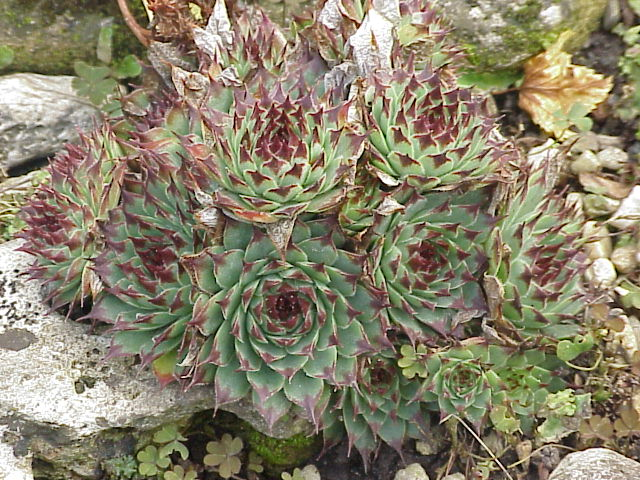
Sempervivum altum
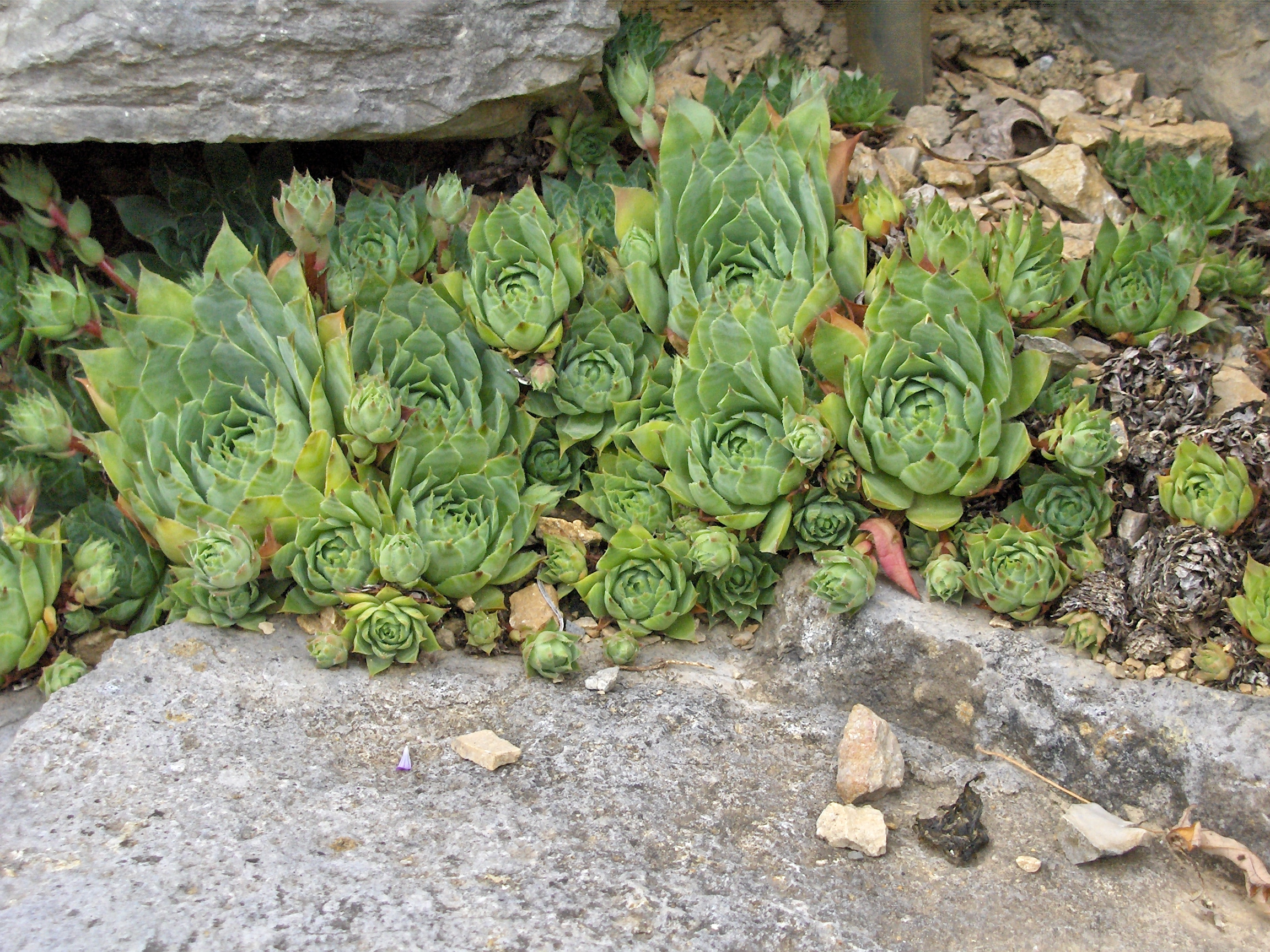
Sempervivum arachnoideum
- Sempervivum armenum
- Sempervivum atlanticum
- Sempervivum ballsii
- Sempervivum borissovae
- Sempervivum calcareum
- Sempervivum cantabricum
- Sempervivum caucasicum
- Sempervivum ciliosum
- Sempervivum davisii
- Sempervivum dolomiticum
- Sempervivum erythraeum
- Sempervivum glabrifolium
- Sempervivum ingwersenii
- Sempervivum kindingeri
- Sempervivum kosaninii
- Sempervivum leucanthum
- Sempervivum macedonicum
- Sempervivum marmoreum
- Sempervivum minus
- Sempervivum montanum
- Sempervivum nevadense
- Sempervivum octopodes
- Sempervivum ossetiense
- Sempervivum pittonii
- Sempervivum pumilum
- Sempervivum sosnowskyi
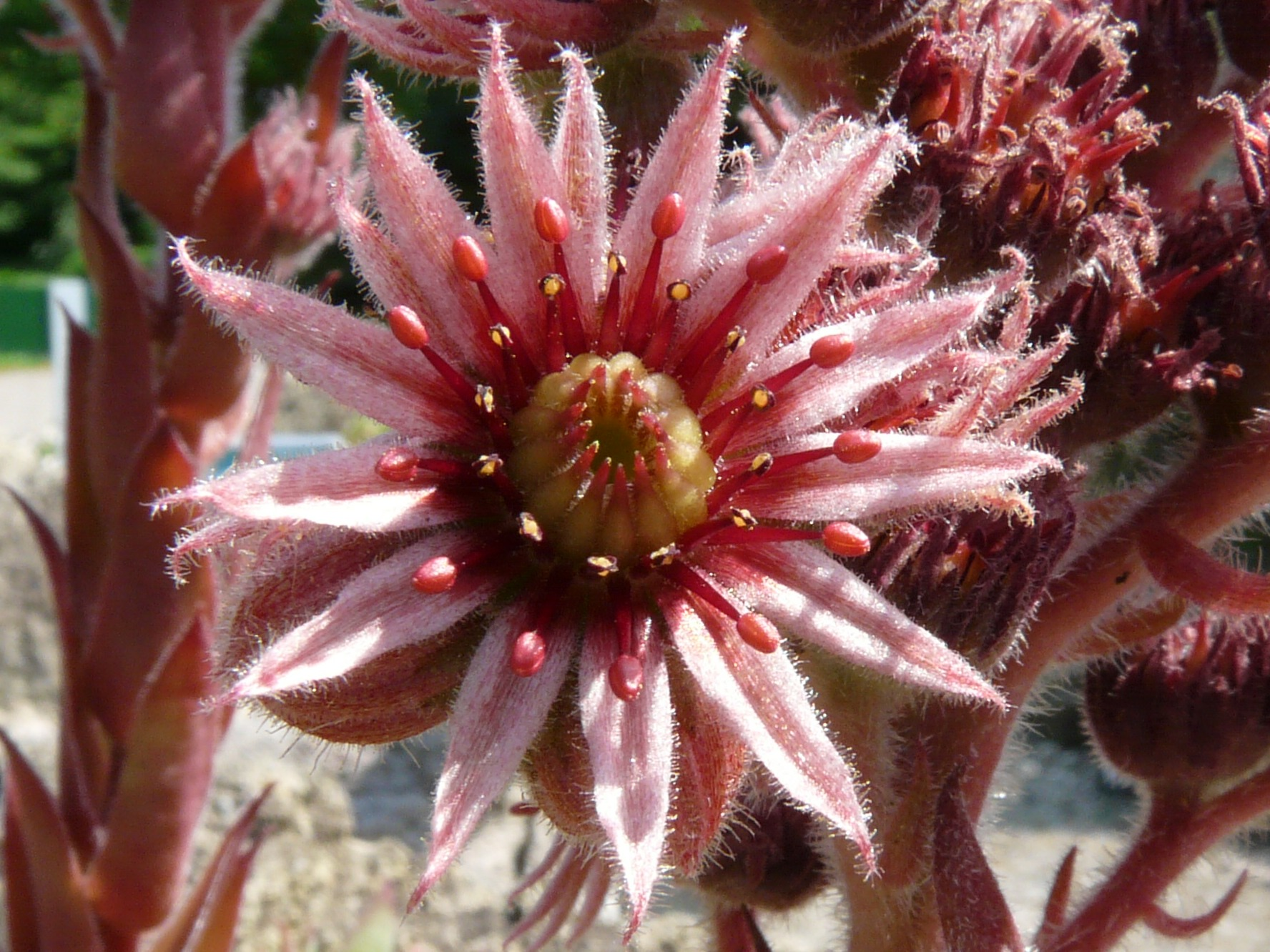
Sempervivum tectorum
- Sempervivum thompsonianum
- Sempervivum transcaucasicum
- Sempervivum wulfenii
- Sempervivum zeleborii

- Sempervivum calcareum
- Sempervivum tectorum
- Sempervivum tectorum subsp. alpinum